# Тошковка
Тошковка (укр. Тошківка) — посёлок, относится к Попаснянскому району Луганской области Украины.
21 июня 2022 года в ходе вторжения России на Украину населённый пункт был занят российскими войсками, согласно законодательству Украины является временно оккупированной территорией. Село практически полностью уничтожено в результате боëв. (См.Бои за Северодонецк) 

## Географическое положение
Населённый пункт расположен в бассейне речки Беленькая, правый приток реки Северский Донец.

## История
Поселение возникло в 1871 году одновременно с закладкой здесь угольных шахт. Посёлок городского типа с 1938 года.
В ходе Великой Отечественной войны посёлок был оккупирован немецкими войсками.
В 1968 году в посёлке действовали шахтоуправление № 14, угольная шахта № 5, больница на 50 коек, средняя школа, восьмилетняя школа, две библиотеки, пионерский лагерь и два клуба.
В январе 1989 года численность населения составляла 5828 человек.
В мае 1995 года Кабинет министров Украины утвердил решение о приватизации находившегося здесь Мирнодолинского опытно-экспериментального завода.
На 1 января 2013 года численность населения составляла 4366 человек.
7 октября 2014 года посёлок передали из состава Первомайского городского совета в состав Попаснянского района Луганской области.

## Экономика
- каменноугольная шахта «Тошковская».
- Легкопромышленное предприятие «ЛУТАРА» — по производству полипропиленовых изделий (мешков для сахара, соли и т.п).

## Объекты социальной сферы
- две школы.

## Уроженцы
- Петров, Виктор Владимирович (1925—1943) — подпольщик Великой Отечественной войны, участник антифашистской организации «Молодая Гвардия».